# Gunung Pucuk Jaleuem
Gunung Pucuk Jaleuem är ett berg i Indonesien.   Det ligger i provinsen Aceh, i den västra delen av landet, 1 700 km nordväst om huvudstaden Jakarta. Toppen på Gunung Pucuk Jaleuem är 1 567 meter över havet.
Terrängen runt Gunung Pucuk Jaleuem är varierad.Runt Gunung Pucuk Jaleuem är det glesbefolkat, med 11 invånare per kvadratkilometer. I omgivningarna runt Gunung Pucuk Jaleuem växer i huvudsak städsegrön lövskog.